# 牟俸
牟俸（1420年—？年），字公爵，四川重慶府巴縣人，明朝政治人物。

## 生平
景泰二年（1451年）辛未科進士，授監察御史，巡按雲南。
英宗天順元年（1457年），出任福建按察司僉事。憲宗成化初年，晉升為按察使副使，再升江西按察使，有政績，入朝擔任太僕寺少卿。
成化八年（1472年），以左僉都御史巡撫山東，賑災民飢，并請開鹽田，在五年任期內，救活飢民無數。以都察院右副都御史改撫蘇松，因得罪汪直，下詔獄，謫戍湖廣。次年，卒於戍所。

## 轶事
《濯纓亭筆記》載牟俸任江西按察使斷案有誤噩夢醒悟之事。

## 家族
曾祖牟慶榮，祖牟道先。父牟永英，母冷氏；繼母李氏。兄牟侃，弟牟价。